# Nematoctonus hamatus
Nematoctonus hamatus är en svampart som beskrevs av Thorn & G.L. Barron 1986. Nematoctonus hamatus ingår i släktet Nematoctonus och familjen musslingar.   Inga underarter finns listade i Catalogue of Life.